# Maria di Schwarzburg-Rudolstadt
Maria di Schwarzburg-Rudolstadt (in tedesco: Marie von Schwarzburg-Rudolstadt; Raben Steinfeld, 29 gennaio 1850 – l'Aia, 22 aprile 1922) è stata la terza ed ultima consorte di Federico Francesco II, Granduca di Meclemburgo-Schwerin. Fu la madre del Principe Enrico, consorte della Regina Guglielmina e padre della Regina Giuliana.

## Infanzia
La Principessa Maria di Schwarzburg-Rudolstadt era la primogenita del Principe Adolfo di Schwarzburg-Rudolstadt, e di sua moglie, la Principessa Matilde di Schonburg-Waldenburg, nacque a Raben Steinfeld, nel Meclemburgo-Schwerin. I suoi bisnonni paterni furono Federico Carlo, Principe di Schwarzburg-Rudolstadt e Federico V, Langravio d'Assia-Homburg.
La sua famiglia apparteneva al Principato di Schwarzburg-Rudolstadt

## Matrimonio
Il 4 luglio 1868 a Rudolstadt, Schwarzburg-Rudolstadt, Maria sposò Federico Francesco II, Granduca di Meclemburgo-Schwerin figlio di Paolo Federico, Granduca di Meclemburgo-Schwerin. In precedenza, Federico Francesco era stato sposato due volte, nel 1849, con la Principessa Augusta Reuss di Köstritz ma morì nel 1862. Due anni dopo, Federico Francesco si sposò una seconda volta con la Principessa Anna d'Assia e del Reno ma meno di un anno dal loro matrimonio Anna morì. Al tempo del matrimonio, Federico Francesco aveva 45 anni e Maria 18. Insieme ebbero quattro figli
- Elisabetta Alessandrina (1869–1955) sposò Federico Augusto II, Granduca di Oldenburg (1852–1931)
- Federico Guglielmo (1871–1897)
- Adolfo Federico (1873–1969)
- Enrico (1876–1934) sposò la Regina Guglielmina dei Paesi Bassi, fu padre della Regina Giuliana dei Paesi Bassi.

## Morte
Maria morì nel 1922 a L'Aia. Si trovava a L'Aia per festeggiare i 46 anni del Principe Hendrik. Il carro funebre reale portò il corpo dal Palazzo Noordeinde alla stazione ferroviaria. La bara poi in treno fino in Germania, dove la principessa fu sepolta.

## Titoli e denominazione
- 29 gennaio 1850 –  4 luglio 1868: Sua Altezza Serenissima Principessa Maria di Schwarzburg-Rudolstadt
- 4 luglio 1868 – 15 aprile 1883: Sua Altezza Reale La Granduchessa di Meclemburgo-Schwerin
- 15 aprile 1883 – 22 aprile 1922: Sua Altezza Reale La Granduchessa Vedova di Meclemburgo-Schwerin

## Ascendenza
|                                            |                                                  |                                                         | Genitori                                                       |  |  | Nonni |  |  | Bisnonni                                     |  |  | Trisnonni                                        |  |
|                                            |                                                  |                                                         |                                                                |  |  |       |  |  | 8. Friedrich Karl von Schwarzburg-Rudolstadt |  |  | 16. Ludwig Günther II von Schwarzburg-Rudolstadt |  |
|                                            |                                                  |                                                         |                                                                |  |  |       |  |  | 8. Friedrich Karl von Schwarzburg-Rudolstadt |  |  | 16. Ludwig Günther II von Schwarzburg-Rudolstadt |  |
|                                            |                                                  | 17. Sophie Henriette von Reuß-Greiz                     |                                                                |  |  |       |  |  | 8. Friedrich Karl von Schwarzburg-Rudolstadt |  |  |                                                  |  |
| 4. Karl Günther von Schwarzburg-Rudolstadt |                                                  |                                                         |                                                                |  |  |       |  |  | 8. Friedrich Karl von Schwarzburg-Rudolstadt |  |  |                                                  |  |
|                                            |                                                  | 9. Friederike Sophie Auguste von Schwarzburg-Rudolstadt | 18. Johann Friedrich von Schwarzburg-Rudolstadt                |  |  |       |  |  |                                              |  |  |                                                  |  |
|                                            |                                                  | 9. Friederike Sophie Auguste von Schwarzburg-Rudolstadt | 18. Johann Friedrich von Schwarzburg-Rudolstadt                |  |  |       |  |  |                                              |  |  |                                                  |  |
|                                            |                                                  | 9. Friederike Sophie Auguste von Schwarzburg-Rudolstadt | 19. Bernhardine Christiane von Sachsen-Weimar                  |  |  |       |  |  |                                              |  |  |                                                  |  |
| 2. Adolf von Schwarzburg-Rudolstadt        |                                                  | 9. Friederike Sophie Auguste von Schwarzburg-Rudolstadt |                                                                |  |  |       |  |  |                                              |  |  |                                                  |  |
|                                            |                                                  | 10. Friedrich V von Hessen-Homburg                      | 20. Friedrich IV von Hessen-Homburg                            |  |  |       |  |  |                                              |  |  |                                                  |  |
|                                            |                                                  | 10. Friedrich V von Hessen-Homburg                      | 20. Friedrich IV von Hessen-Homburg                            |  |  |       |  |  |                                              |  |  |                                                  |  |
|                                            |                                                  | 10. Friedrich V von Hessen-Homburg                      | 21. Ulrike Luise zu Solms-Braunfels                            |  |  |       |  |  |                                              |  |  |                                                  |  |
| 5. Luise Ulrike von Hessen-Homburg         |                                                  | 10. Friedrich V von Hessen-Homburg                      |                                                                |  |  |       |  |  |                                              |  |  |                                                  |  |
|                                            |                                                  | 11. Karoline von Hessen-Darmstadt                       | 22. Ludwig IX von Hessen-Darmstadt                             |  |  |       |  |  |                                              |  |  |                                                  |  |
|                                            |                                                  | 11. Karoline von Hessen-Darmstadt                       | 22. Ludwig IX von Hessen-Darmstadt                             |  |  |       |  |  |                                              |  |  |                                                  |  |
|                                            |                                                  | 11. Karoline von Hessen-Darmstadt                       | 23. Karoline von Pfalz-Zweibrücken-Birkenfeld                  |  |  |       |  |  |                                              |  |  |                                                  |  |
| 1. Marie von Schwarzburg-Rudolstadt        |                                                  | 11. Karoline von Hessen-Darmstadt                       |                                                                |  |  |       |  |  |                                              |  |  |                                                  |  |
|                                            | 12. Otto Carl Friedrich von Schönburg-Waldenburg | 24. Albert Carl Friedrich von Schönburg-Waldenburg      |                                                                |  |  |       |  |  |                                              |  |  |                                                  |  |
|                                            | 12. Otto Carl Friedrich von Schönburg-Waldenburg | 24. Albert Carl Friedrich von Schönburg-Waldenburg      |                                                                |  |  |       |  |  |                                              |  |  |                                                  |  |
|                                            | 12. Otto Carl Friedrich von Schönburg-Waldenburg | 25. Frederike von der Marwitz                           |                                                                |  |  |       |  |  |                                              |  |  |                                                  |  |
| 6. Otto Victor I von Schönburg-Waldenburg  | 12. Otto Carl Friedrich von Schönburg-Waldenburg |                                                         |                                                                |  |  |       |  |  |                                              |  |  |                                                  |  |
|                                            |                                                  | 13. Henriette von Reuß-Köstritz                         | 26. Heinrich XXIII von Reuß-Köstritz                           |  |  |       |  |  |                                              |  |  |                                                  |  |
|                                            |                                                  | 13. Henriette von Reuß-Köstritz                         | 26. Heinrich XXIII von Reuß-Köstritz                           |  |  |       |  |  |                                              |  |  |                                                  |  |
|                                            |                                                  | 13. Henriette von Reuß-Köstritz                         | 27. Ernestine von Schönburg-Wechselburg                        |  |  |       |  |  |                                              |  |  |                                                  |  |
| 3. Mathilde von Schönburg-Waldenburg       |                                                  | 13. Henriette von Reuß-Köstritz                         |                                                                |  |  |       |  |  |                                              |  |  |                                                  |  |
|                                            |                                                  | 14. Ludwig Friedrich II von Schwarzburg-Rudolstadt      | 28. Friedrich Karl von Schwarzburg-Rudolstadt (= 8)            |  |  |       |  |  |                                              |  |  |                                                  |  |
|                                            |                                                  | 14. Ludwig Friedrich II von Schwarzburg-Rudolstadt      | 28. Friedrich Karl von Schwarzburg-Rudolstadt (= 8)            |  |  |       |  |  |                                              |  |  |                                                  |  |
|                                            |                                                  | 14. Ludwig Friedrich II von Schwarzburg-Rudolstadt      | 29. Friederike Sophie Auguste von Schwarzburg-Rudolstadt (= 9) |  |  |       |  |  |                                              |  |  |                                                  |  |
| 7. Thekla von Schwarzburg-Rudolstadt       |                                                  | 14. Ludwig Friedrich II von Schwarzburg-Rudolstadt      |                                                                |  |  |       |  |  |                                              |  |  |                                                  |  |
|                                            |                                                  | 15. Karoline Louise von Hessen-Homburg                  | 30. Friedrich V von Hessen-Homburg (= 10)                      |  |  |       |  |  |                                              |  |  |                                                  |  |
|                                            |                                                  | 15. Karoline Louise von Hessen-Homburg                  | 30. Friedrich V von Hessen-Homburg (= 10)                      |  |  |       |  |  |                                              |  |  |                                                  |  |
|                                            |                                                  | 15. Karoline Louise von Hessen-Homburg                  | 31. Karoline von Hessen-Darmstadt (= 11)                       |  |  |       |  |  |                                              |  |  |                                                  |  |
|                                            |                                                  | 15. Karoline Louise von Hessen-Homburg                  |                                                                |  |  |       |  |  |                                              |  |  |                                                  |  |